# Árpád

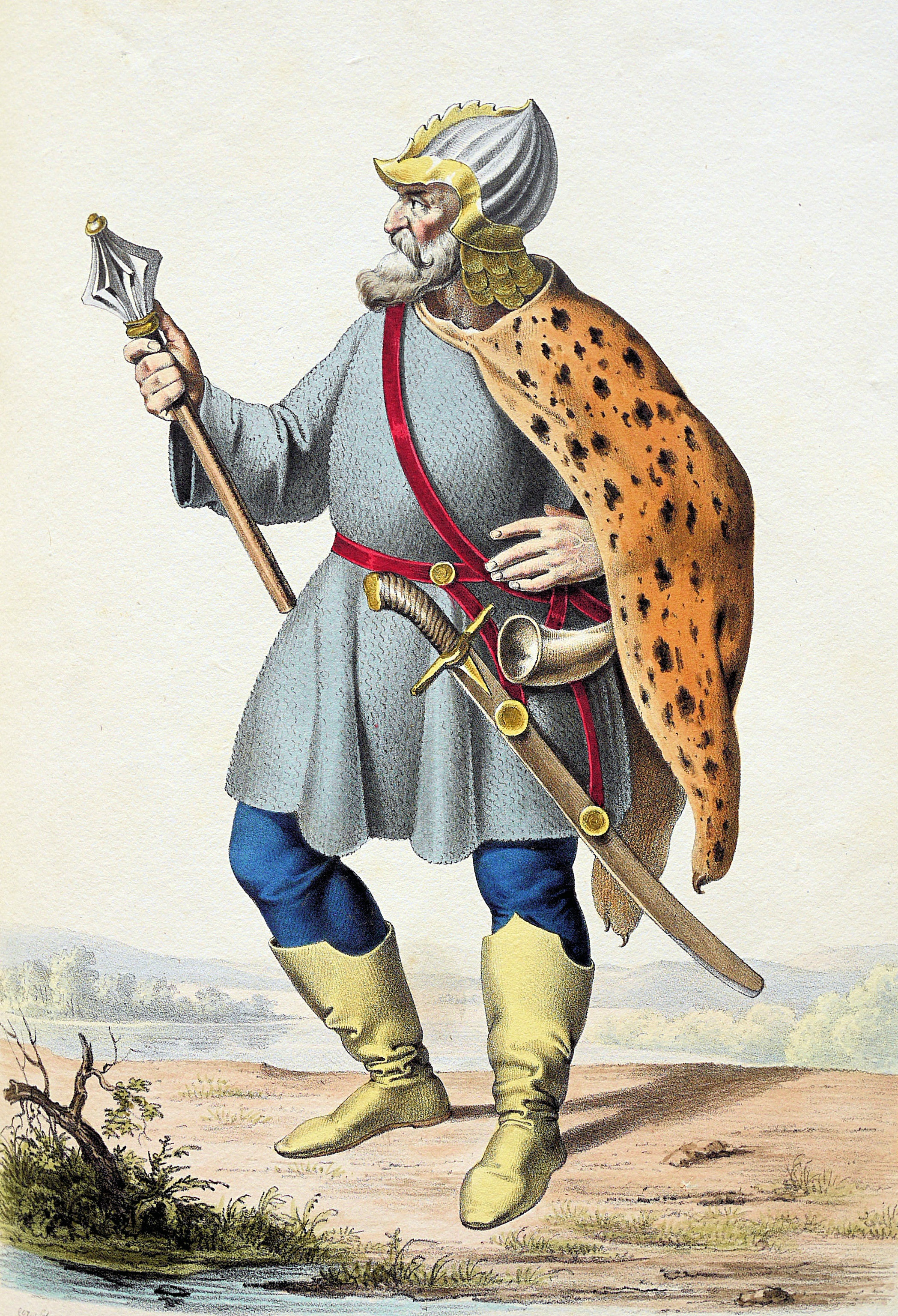
Árpád, Lithographie von Josef Kriehuber nach einer Zeichnung von Moritz von Schwind ca. 1828

Árpád (* um 845; † um 907), Sohn des Fürsten Álmos und Großfürst der vereinten Magyarenstämme (886–907), war die führende Gestalt nach der ungarischen Landnahme und Begründer der Árpáden-Dynastie.

## Leben
Im Doppelfürstentum Ungarn, das damals von einem Sakralkönig (Kende), der für religiöse und diplomatische Angelegenheiten zuständig war und einem Heerführer (Gyula) angeführt wurde, stieg Árpád nach der schweren Niederlage der Magyaren gegen die Petschenegen (893) zum Nachfolger seines greisen Vaters Álmos auf, der als Gyula Verantwortung für die politischen und militärischen Alltagsgeschäfte getragen hatte. Zum Kenden wurde von den Fürsten der sieben ungarischen Stämme offenkundig zeitgleich Kursan gewählt, wenngleich schriftliche Quellen fehlen.
Die Ungarn griffen 894 auf Veranlassung des byzantinischen Kaisers Leo VI. die Bulgaren an. Árpáds Sohn Levente führte den Feldzug im nördlichen Bulgarien. Im Auftrag des mährischen Großfürsten Svatopluk kämpften die Ungarn kurz darauf gegen Pannonien. Als Svatopluk starb, nutzte Árpád im Frühjahr 895 das entstandene Machtvakuum, um in das Karpatenbecken einzufallen. Zeitgenössischen Berichten zufolge soll er über 20.000 Reiter verfügt haben. Gleichzeitig griffen die Petschenegen, verbündet mit dem bulgarischen Zaren Simeon, die Ungarn von Osten an, so dass ein großer Teil des Volkes aus den Siedlungsgebieten zwischen Donau und Dnepr nach Westen floh. Dort vereinten sich die Flüchtlinge mit dem Reiterheer Árpáds, kämpften mit ihm gemeinsam gegen die Bulgaren und setzten sich schließlich auf Dauer im Karpatenbecken fest. Dieser Vorgang wird allgemein als erster Abschnitt der ungarischen Landnahme bezeichnet.
Nachdem sich die ungarische Herrschaft in dem neuen Territorium stabilisiert hatte, unter anderem durch einen Reichstag, der 898 in Szeged Grundlagen für Reichsorganisation und Rechtspflege festlegte, begann Árpád schnell, verstärkt im mitteleuropäischen Raum zu operieren: 898/99 fiel er auf Ersuchen Kaiser Arnolfs erstmals in Italien ein, gewann die Schlacht an der Brenta und verheerte Norditalien. Arnolf versuchte auf diese Art, den Widerstand einheimischer Fürsten auf seinem Italienzug zu brechen. Als Arnolf 899 starb, nutzte Árpád die Gelegenheit, um erneut das unter ostfränkischer Herrschaft stehende Pannonische Fürstentum (900) und das östliche Mähren (902) anzugreifen. Dieses Mal zogen die Ungarn sich allerdings nicht mehr zurück, sondern verleibten einen Teil dieser Gebiete in ihr Territorium ein und ließen feste Plätze, unter anderem im Donautal, errichten. Von diesen neu eroberten Gebieten ging vermutlich auch die schnelle Verschmelzung der Ungarn mit der anfangs noch versklavten slawischen Bevölkerung aus.
Als der Sakralkönig Kursan 904 während eines Festmahls an der Westgrenze Pannoniens von Bajuwaren ermordet wurde, riss Árpád die Alleinherrschaft an sich. Mit Hilfe seiner fünf Söhne, die große Reiterverbände befehligten, besiegte er zunächst die Gefolgschaft Kursans und besetzte danach das zerfallende Mährerreich. 907 vernichtete Árpád in der Schlacht von Pressburg ein angreifendes bayerisches Heer; damit sicherte er den Ungarn das Pannonische Becken endgültig und schlug den letzten Versuch anderer Reiche zurück, sein Volk zu unterwerfen. In den folgenden Jahren begannen die Ungarn ihrerseits, Raubzüge in die umliegenden Territorien und bis weit in das Gebiet des Heiligen Römischen Reichs hinein zu unternehmen, bis sie in der Schlacht auf dem Lechfeld im August 955 vernichtend besiegt wurden. Árpáds Nachkommen, die Árpáden, herrschten bis 1301 in Ungarn.

## Nachkommen
- Levente (auch Liüntika) († vor 907)
- Tarbos (auch Tarhos oder Tarkacsu) († vor 907)
- Üllő (auch Jeleg) († vor 907)
- Jutas (auch Jutocsa)
- Solt (auch Zolta oder Zaltasz), Nachfolger als Großfürst von Árpád nach 907

## Rezeption

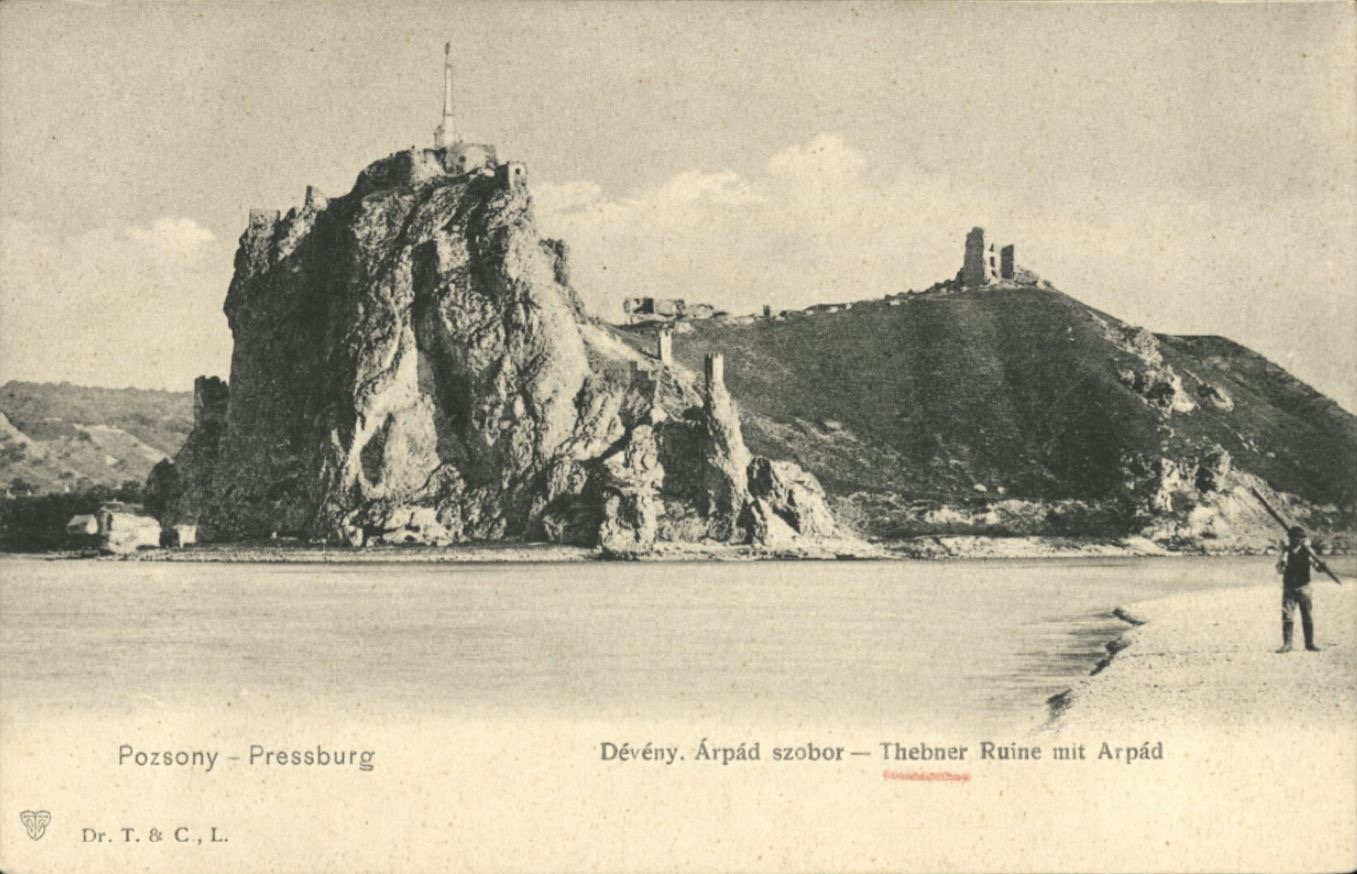
Die Burg Devín mit Árpádsäule um 1900

Wegen seiner wichtigen Rolle in der mittelalterlichen ungarischen Geschichte wurde Árpád im neuzeitlichen und modernen Ungarn vielfach geehrt. So schmückt eine Skulptur von ihm das Millenniumsdenkmal auf dem Heldenplatz in Budapest. Auf der Burg Devín in Bratislava wurde am 18. Juli 1896 – ebenfalls zum Millennium der Gründung des Ungarischen Reiches – die 33 Meter hohe Árpádsäule mit einer Statue des Árpád errichtet. Der Felsen erhielt den Namen „Árpádfelsen“. Nach Gründung der Tschechoslowakei wurde die Säule am 31. Dezember 1918 von tschechischen Legionären in die Luft gesprengt und die Statue vernichtet. Auch das Feszty-Panorama, ein 1.800 m² großes Rundgemälde des Malers Árpád Feszty, entstand 1896 aus dem gleichen Anlass. Während des Zweiten Weltkriegs wurde eine Befestigungslinie zur Verteidigung Ungarns als Árpád-Linie bezeichnet.
Weitere Denkmäler für Árpád

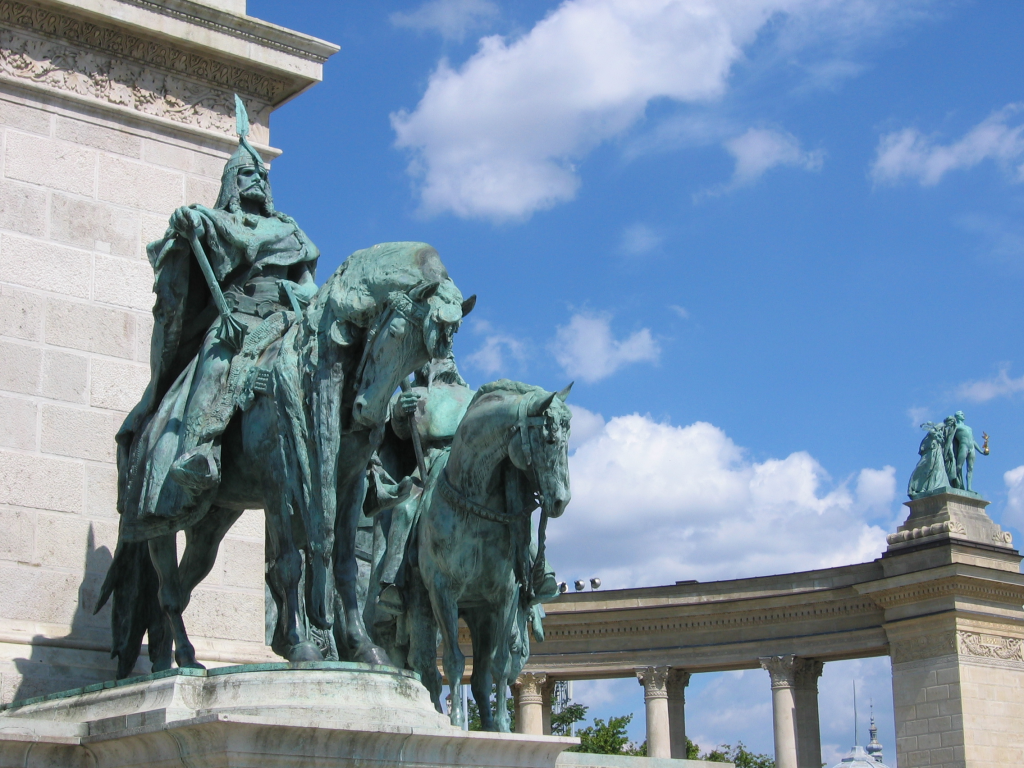
Budapest, Heldenplatz
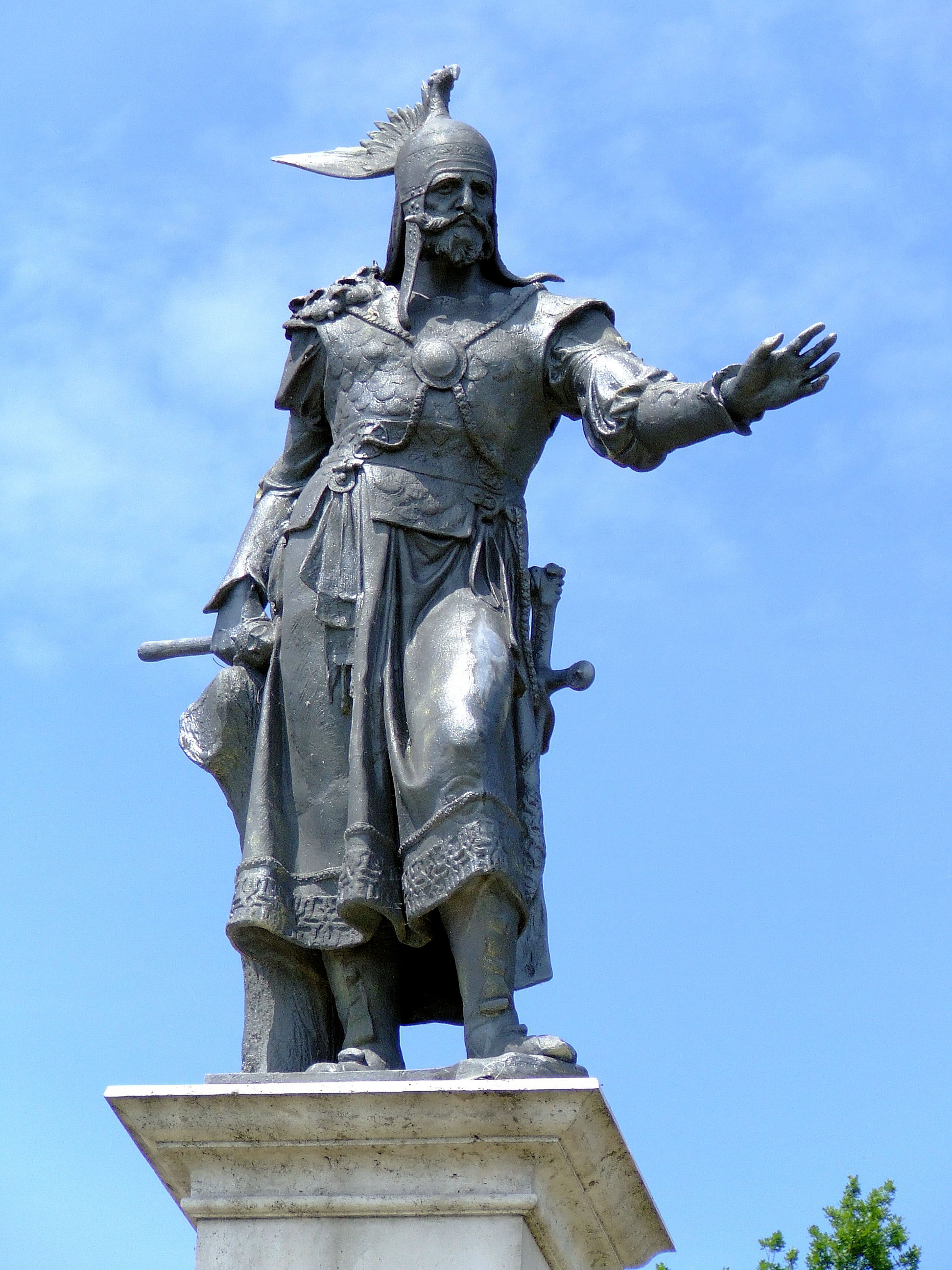
Ráckeve
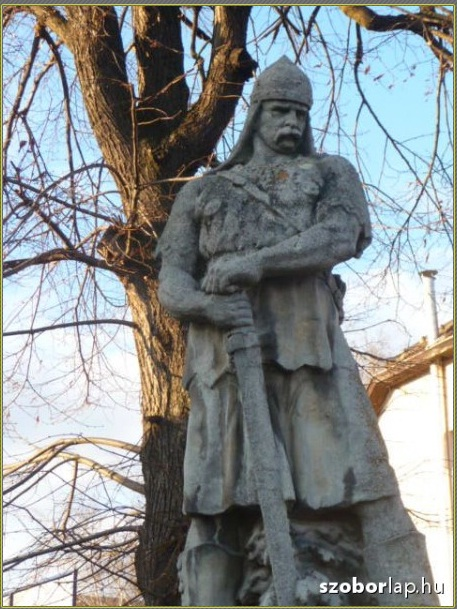
Hidasnémeti
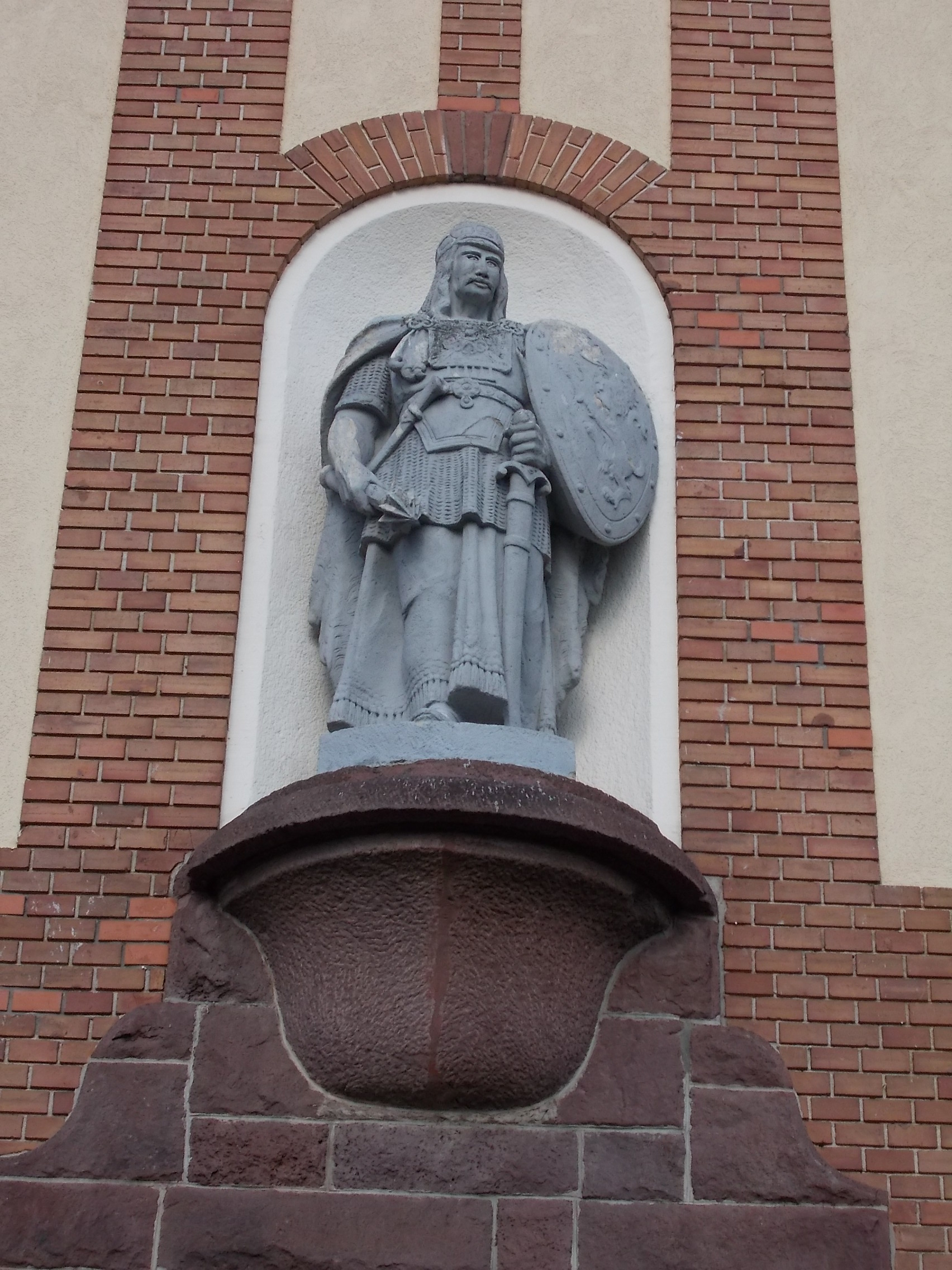
Veszprém
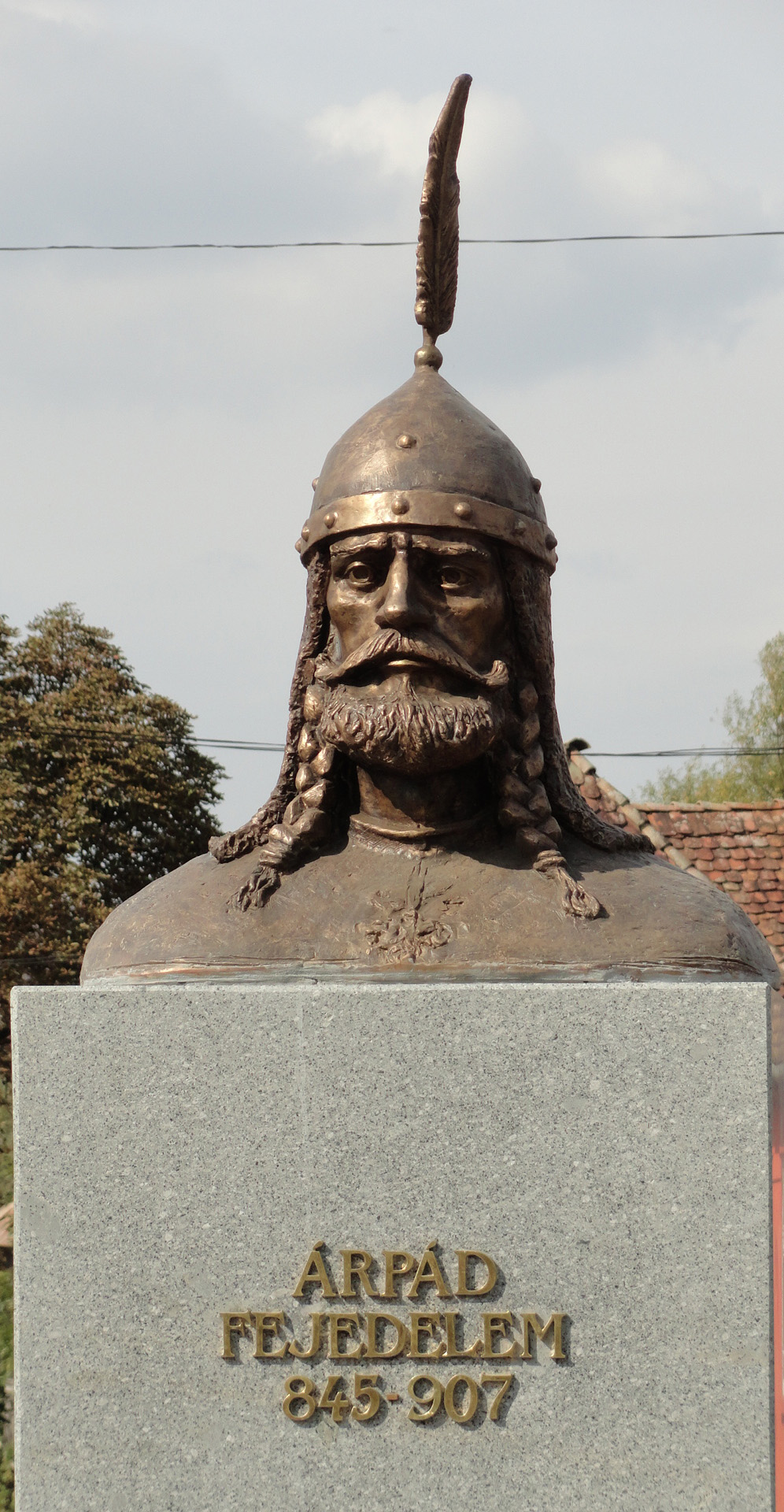
Székelybere (Siebenbürgen, Rumänien)
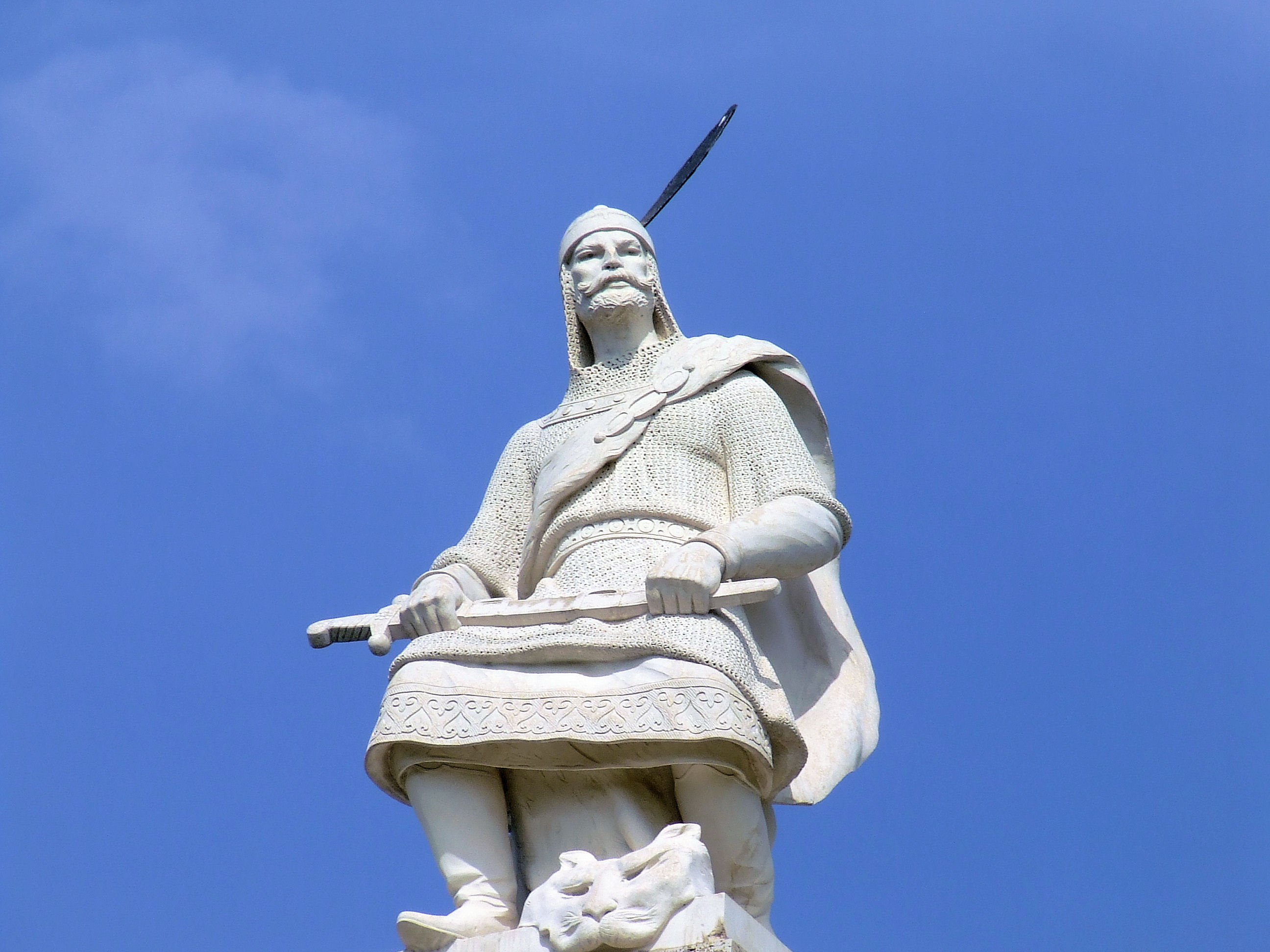
Ópusztaszer
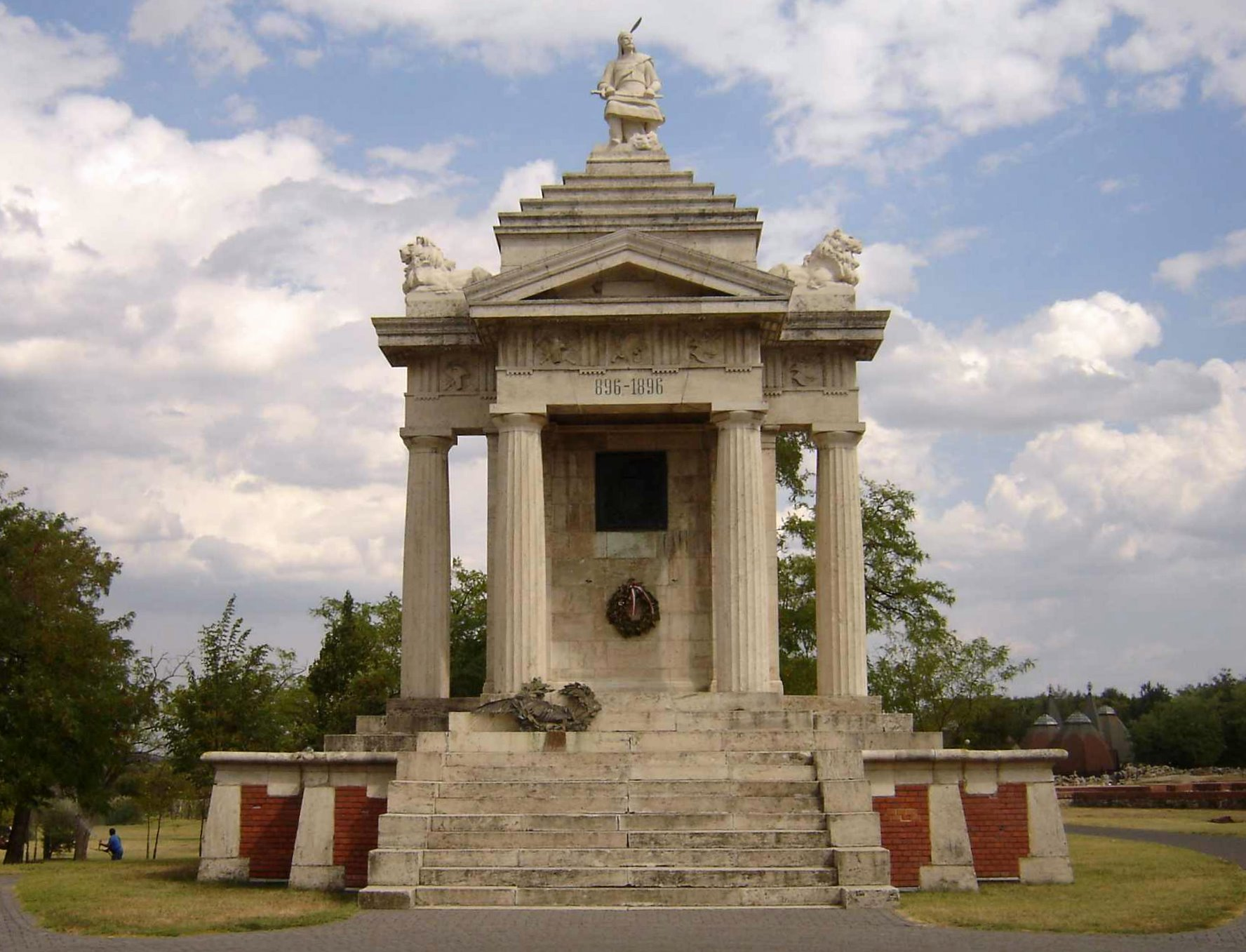
Árpád-Denkmal, Ópusztaszer
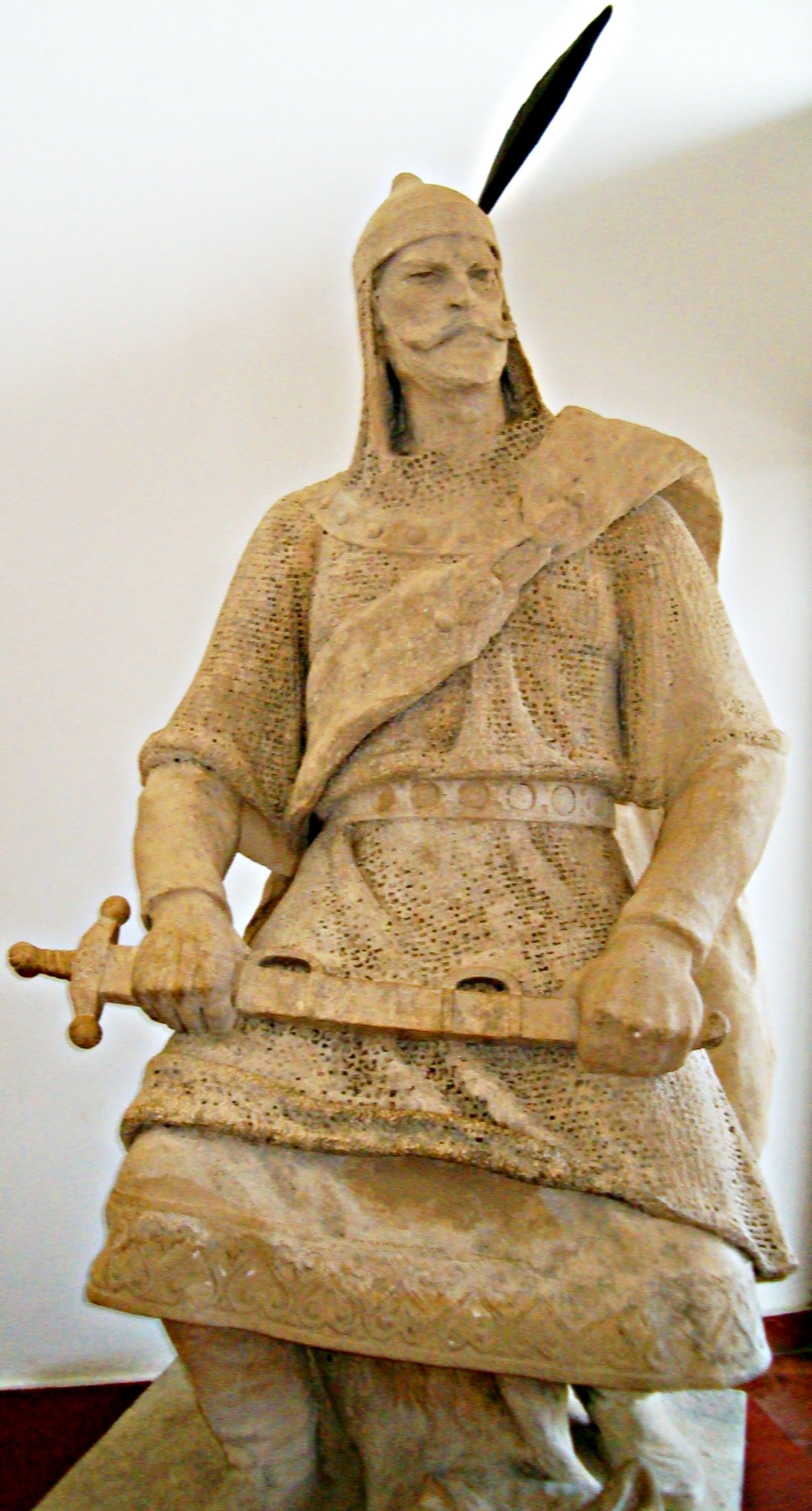
Statue in Ópusztaszer
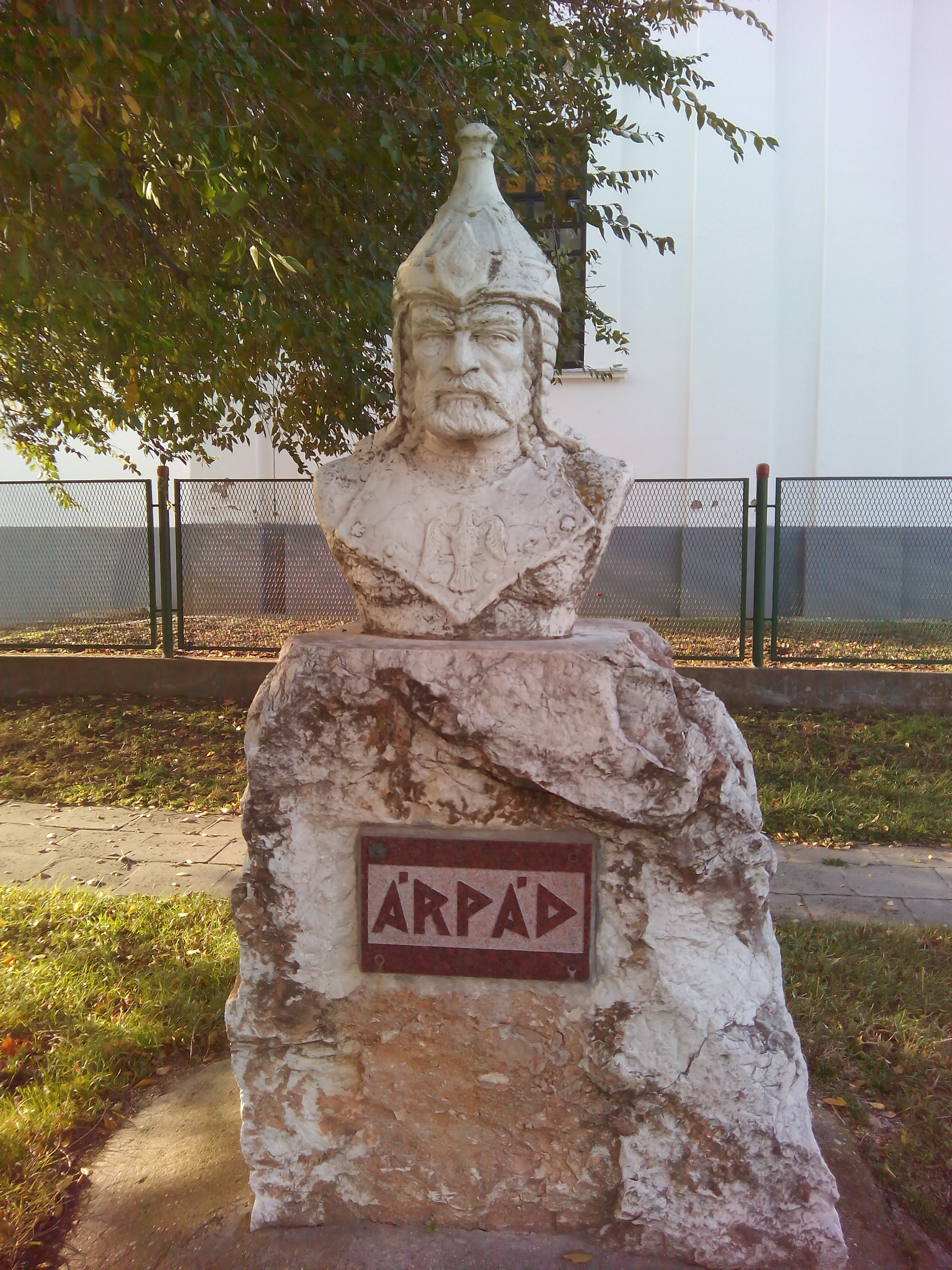
Tápiószentmárton
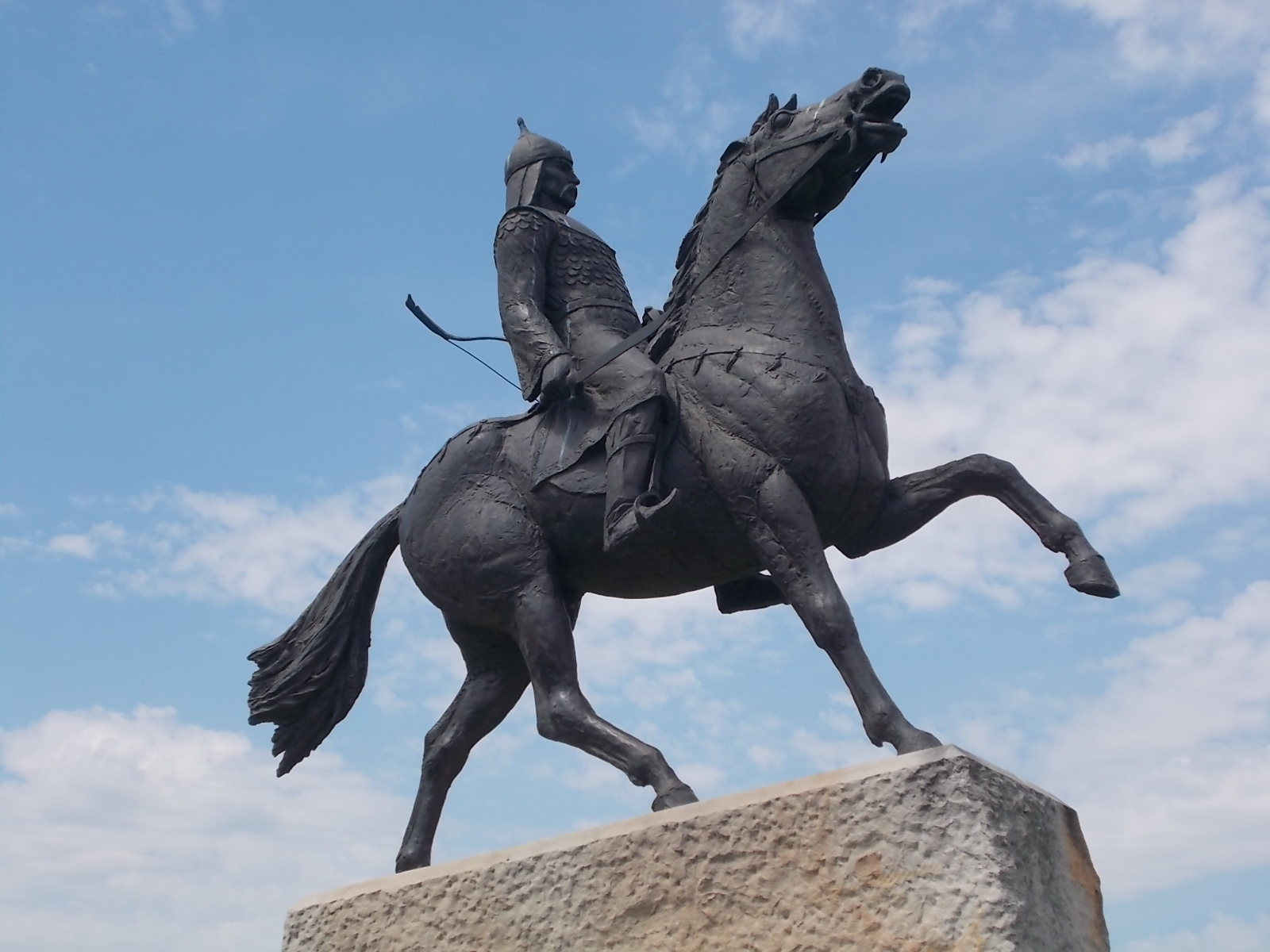
Pomáz